# Fattore tissutale
Il fattore tissutale,  noto anche come tromboplastina tissutale, fattore III o CD142, è una glicoproteina presente nel tessuto subendoteliale, nelle piastrine, e nei leucociti, necessaria per la formazione della trombina dal suo zimogeno: la protrombina. La formazione della trombina porta alla coagulazione del sangue. La tromboplastina definisce la cascata che porta all'attivazione del fattore X - la via del fattore tissutale. In tal modo ha sostituito la via estrinseca precedentemente chiamata al fine di eliminare l'ambiguità.
Le diverse tromboplastine in commercio, che differiscono in termini di attività pro-coagulante, sono comunemente utilizzate in laboratorio per effettuare test di screening dell'emostasi.

## Funzione
Il gene F3 codifica per il fattore di coagulazione III che è una glicoproteina di superficie cellulare. Questo fattore consente alle cellule di iniziare le cascate di coagulazione del sangue e funziona come recettore ad alta affinità per il fattore VII della coagulazione. Il complesso risultante fornisce un evento catalitico che è responsabile dell'inizio delle cascate della proteasi della coagulazione mediante proteolisi limitata specifica. A differenza degli altri cofattori di queste cascate proteasiche, che circolano come precursori non funzionali, questo fattore è un potente iniziatore che è pienamente funzionale quando espresso su superfici cellulari. Esistono 3 domini distinti di questo fattore: extracellulare, transmembrana e citoplasmatico. Questa proteina è l'unica nella via della coagulazione per la quale non è stata descritta una deficienza congenita [5]. Oltre al fattore tissutale legato alla membrana, è stata trovata anche una forma solubile del fattore tissutale che risulta da trascritti di mRNA di fattore tissutale alternativamente splicato, in cui l'esone 5 è assente e l'esone 4 è giuntato direttamente all'esone 6.

### Cascata della coagulazione
TF è il recettore della superficie cellulare per il fattore di proteasi della serina VIIa.
La funzione più nota del fattore tissutale è il suo ruolo nella coagulazione del sangue. Il complesso di TF con fattore VIIa catalizza la conversione del fattore di proteasi inattivo X nel fattore di proteasi attivo Xa.
Insieme al fattore VIIa, il fattore tissutale costituisce il fattore tissutale o la via estrinseca della coagulazione. Questo è in contrasto con il percorso intrinseco (amplificazione) che coinvolge sia il fattore IX attivato che il fattore VIII. Entrambi i percorsi portano all'attivazione del fattore X (la via comune) che si combina con il fattore V attivato in presenza di calcio e fosfolipide per produrre trombina (attività tromboplastinica).

## Genetica
Il gene F3 è localizzato nel cromosoma 1p22-p21.

## Localizzazione
Il Fattore tissutale è espresso dalle cellule che in condizioni normali non sono esposte al passaggio del sangue . Quando i vasi sanguigni si rompono a causa di incidenti fisici o dalla rottura di placche arteriosclerotiche, l'esposizione di cellule che esprimono il Fattore tissutale permette la complessa interazione con il fattore VII, che viene attivato, VIIa.
La superficie interna del vaso sanguigno è costituita da cellule endoteliali. Le cellule endoteliali non esprimono la TF tranne quando sono esposte a molecole infiammatorie come il fattore di necrosi tumorale alfa (TNF-alfa). Un altro tipo di cellula che esprime TF sulla superficie cellulare in condizioni infiammatorie è il monocita (un globulo bianco).
La TF è espressa da cellule che normalmente non sono esposte a sangue fluente come cellule sub-endoteliali (ad esempio cellule muscolari lisce) e cellule che circondano vasi sanguigni (per esempio fibroblasti). Questo può cambiare quando il vaso sanguigno viene danneggiato da lesioni fisiche o rottura di placche aterosclerotiche. L'esposizione delle cellule che esprimono TF durante la lesione consente la complessa formazione di TF con fattore VII. Il fattore VII e TF formano un complesso molare uguale in presenza di ioni calcio e ciò porta all'attivazione del fattore VII su una superficie della membrana.
Alcune cellule rilasciano TF in risposta al danno dei vasi sanguigni e alcune lo fanno solo in risposta a mediatori dell'infiammazione (cellule endoteliali / macrofagi).

## Tromboplastina
Storicamente, la tromboplastina era un reagente di laboratorio, solitamente derivato da fonti placentali, utilizzato per testare i tempi di protrombina (tempo PT). La tromboplastina, da sola, potrebbe attivare la via estrinseca della coagulazione. Una volta manipolato in laboratorio, è possibile creare un derivato chiamato tromboplastina parziale, che è stato utilizzato per misurare la via intrinseca. Questo test è chiamato aPTT o tempo parziale di tromboplastina attivato. Fu solo molto più tardi che vennero identificati i sottocomponenti della tromboplastina e della tromboplastina parziale. La tromboplastina contiene fosfolipidi e fattore tissutale, entrambi necessari nell'attivazione della via estrinseca, mentre la tromboplastina parziale non contiene fattori tissutali. Il fattore tissutale non è necessario per attivare il percorso intrinseco.